# Pernarec
Pernarec – wieś i gmina w Czechach, w powiecie Pilzno Północ, w kraju pilzneńskim. Według danych z dnia 1 stycznia 2013 liczyła 756 mieszkańców.